# 稻穗号列车
稻穗号（日语： Inaho）列车是由东日本旅客铁道（JR东日本）在羽越本線及白新線运营的特急列车，运行于新潟至酒田和秋田之间。

## 運行概況
2022年3月改點後，在新潟和秋田之间有2对定期列车往返行駛，另外在新潟和酒田之间有5对列车往返。

### 停車站
新潟站－丰荣站－新发田站－中条站－坂町站－村上站－府屋站－温海温泉站－鹤冈站－余目站－酒田站－遊佐站－象潟站－仁贺保站－羽后本莊站－秋田站

### 所需時間
新潟站 - 酒田站間 上行 2時間03分 - 2時間05分 下行 2時間07分 - 2時間12分
新潟站 - 秋田站間 上行 3時間30分 - 3時間37分 下行 3時間34分 - 3時間44分

### 使用車輛・編成
自2014年7月12日起，所有常规的稻穗号列车服务均由7节车厢的E653系1000番台电力动车组运营，该车之前运用于常磐线上的“Fresh常陆”（Fresh Hitachi）服务。第一列车是在2013年9月28日修订时间表开始后分阶段引入的。E653系列车经过改装，增加了一辆绿色（头等）车厢，并换上可以唤起人们对日落、水稻和大海印象的新涂装。

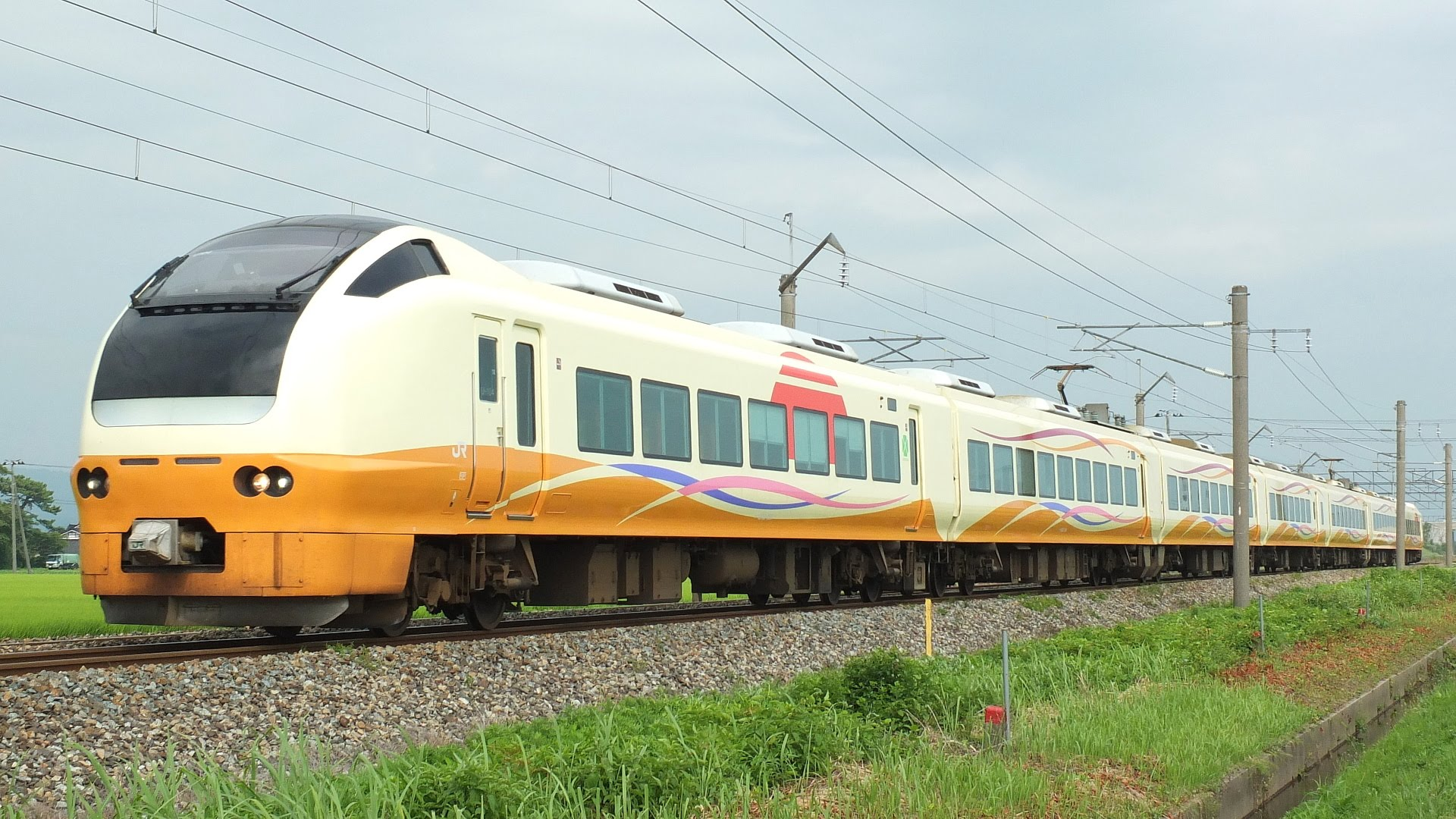
E653系1000番台(基本塗裝)
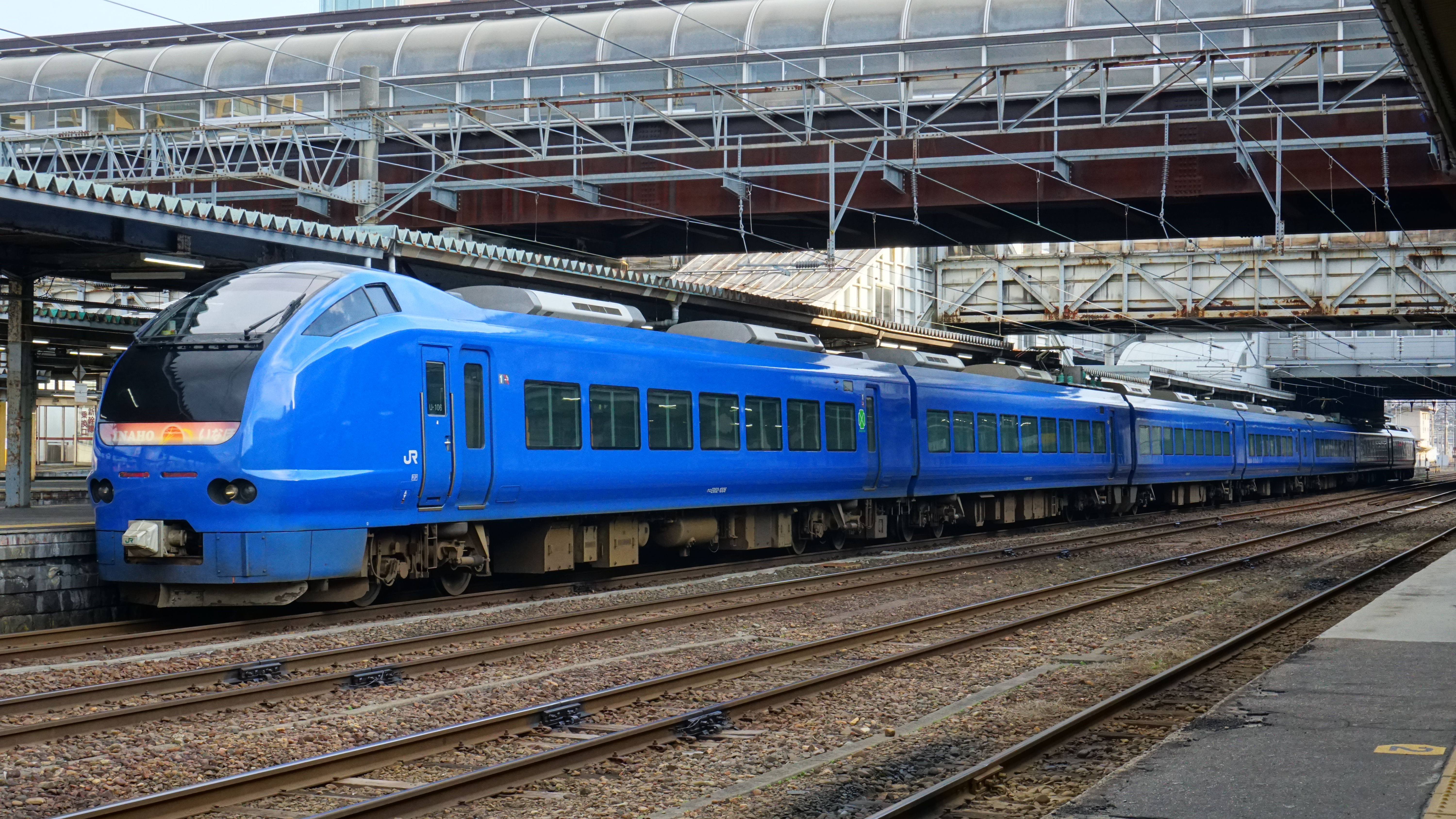
同「瑠璃色」塗裝(U106編成)
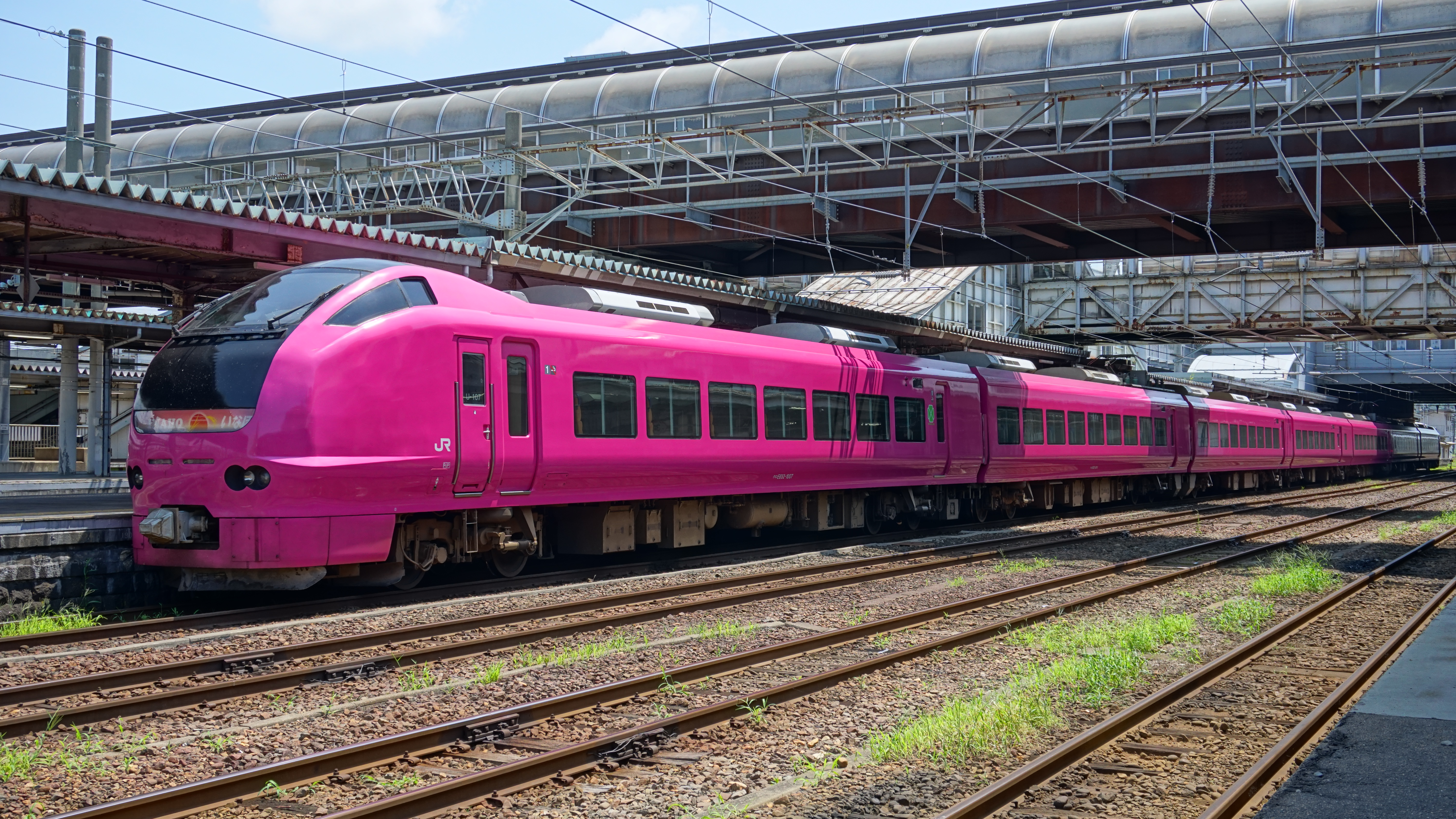
同「ハマナス色」塗裝(U107編成)
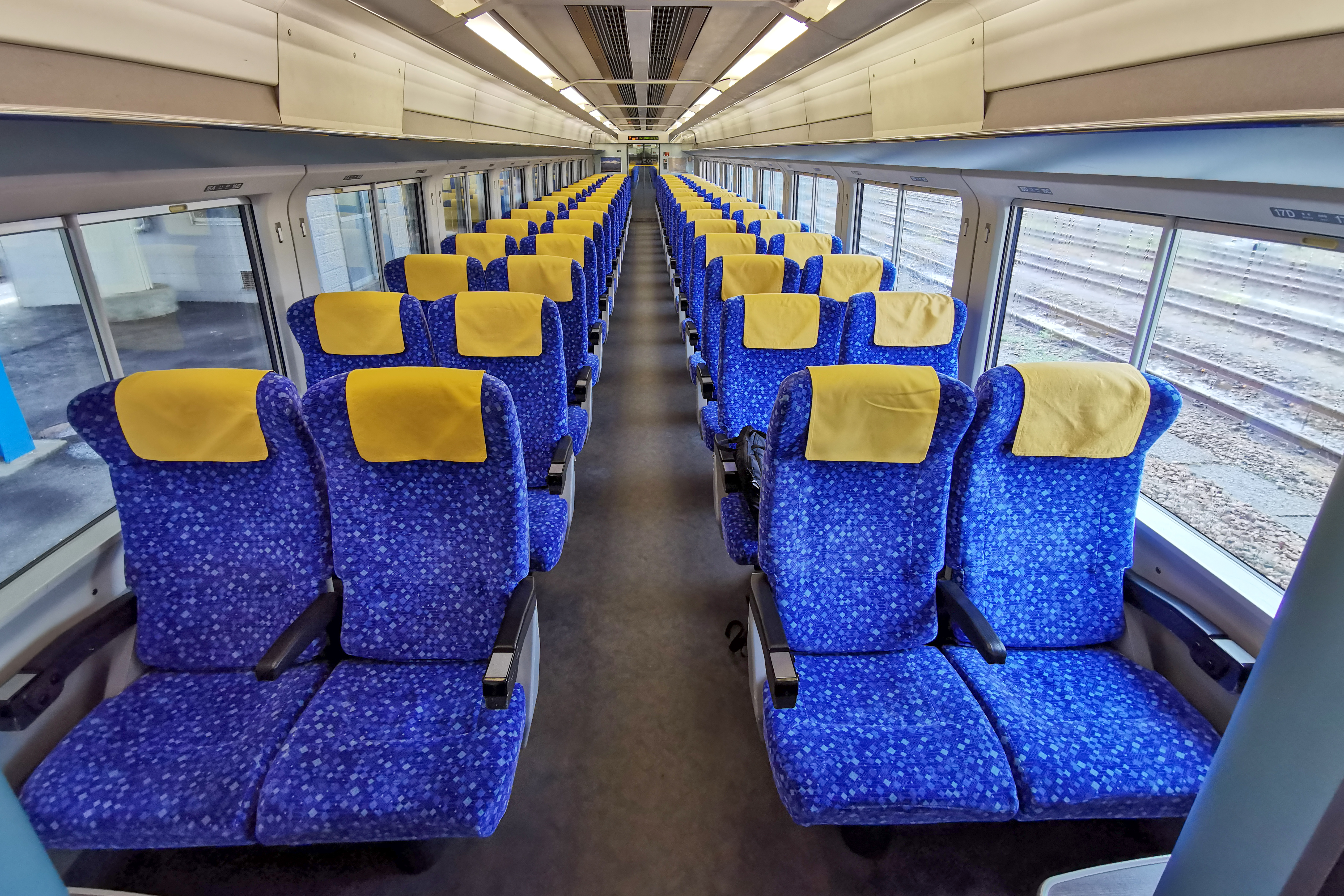
E653系1000番台車内（自由席）

### 过往车辆

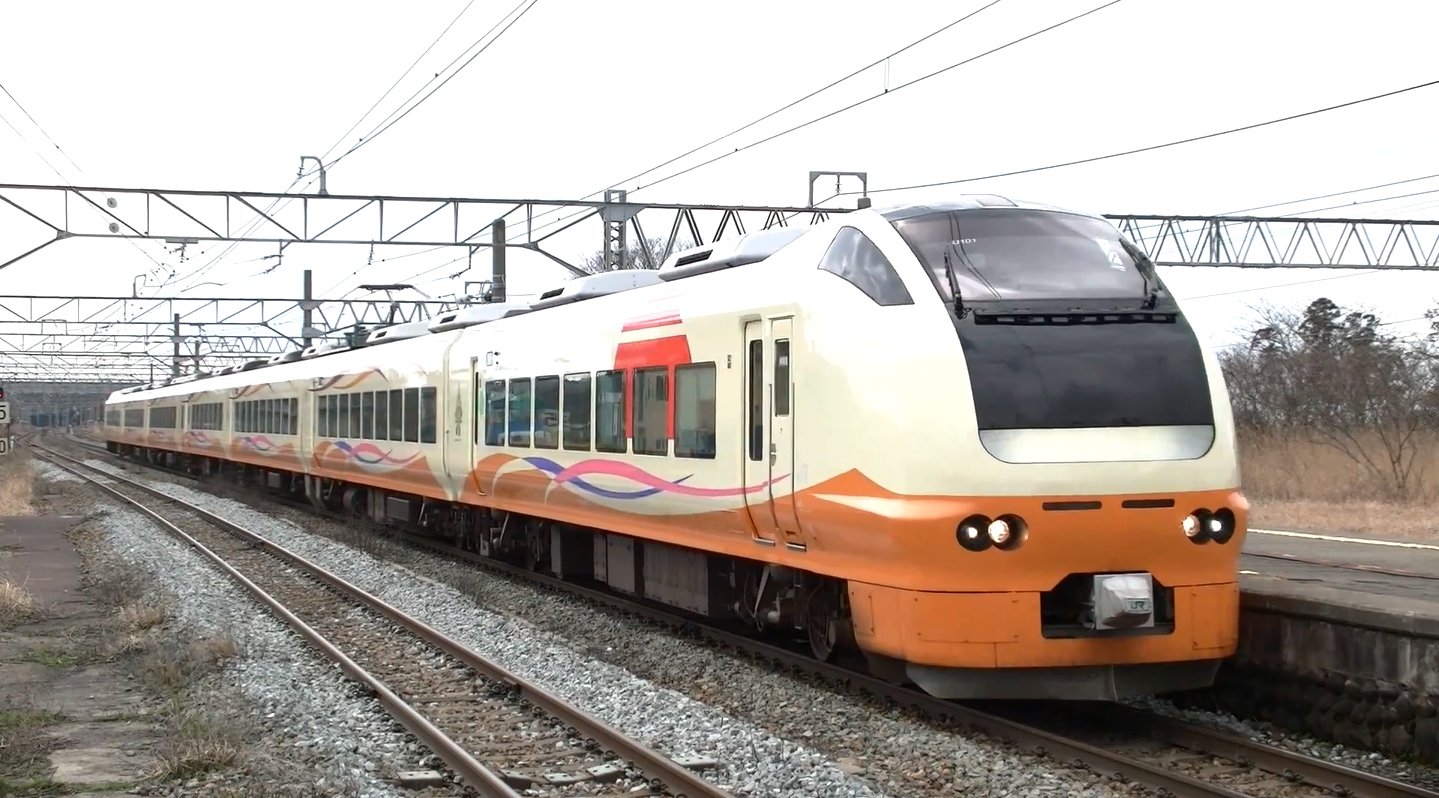
运营稻穗号列车中的E653系1000番台U101编组，摄于2014年3月

稻穗号列车之前由新潟車輛中心的6节编组485系或翻新485系3000番台电力动车组（EMU）运营，但这些列车从2014年7月12日起被E653系1000番台电力动车组取代。

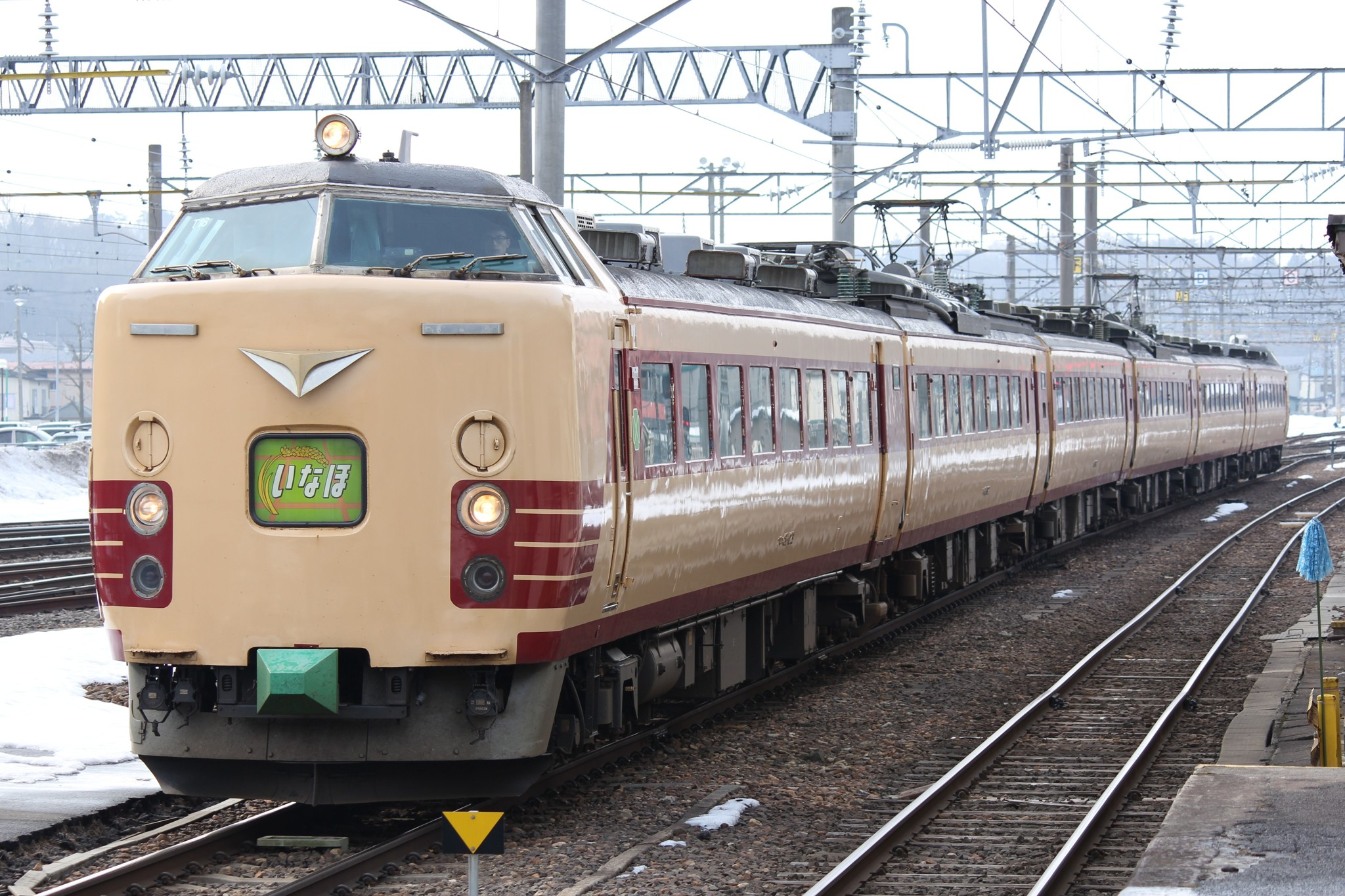
披着日本国铁涂装的稻穗号485系电力动车组，摄于2012年3月
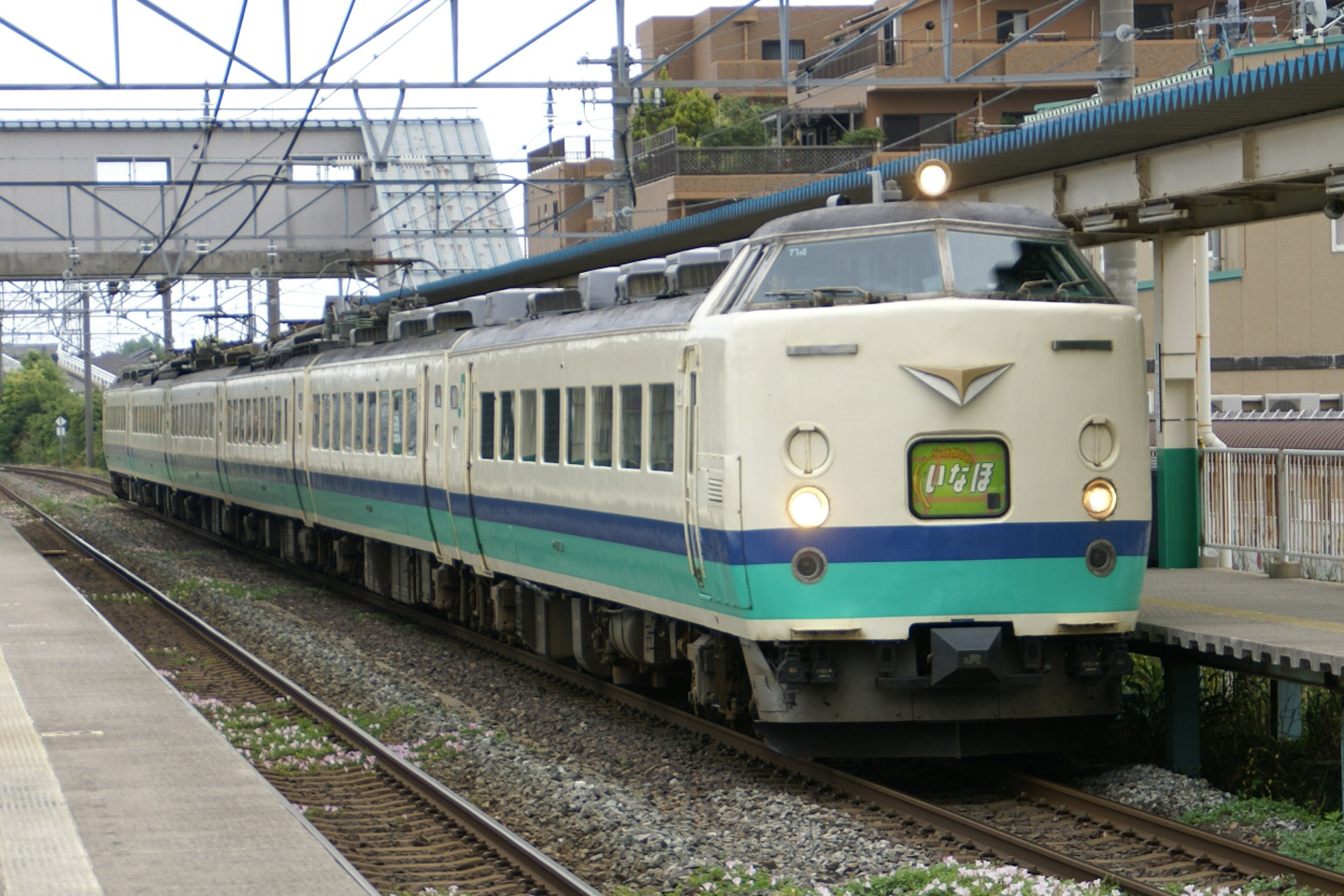
正运行于稻穗号列车服务的485系，摄于2008年5月
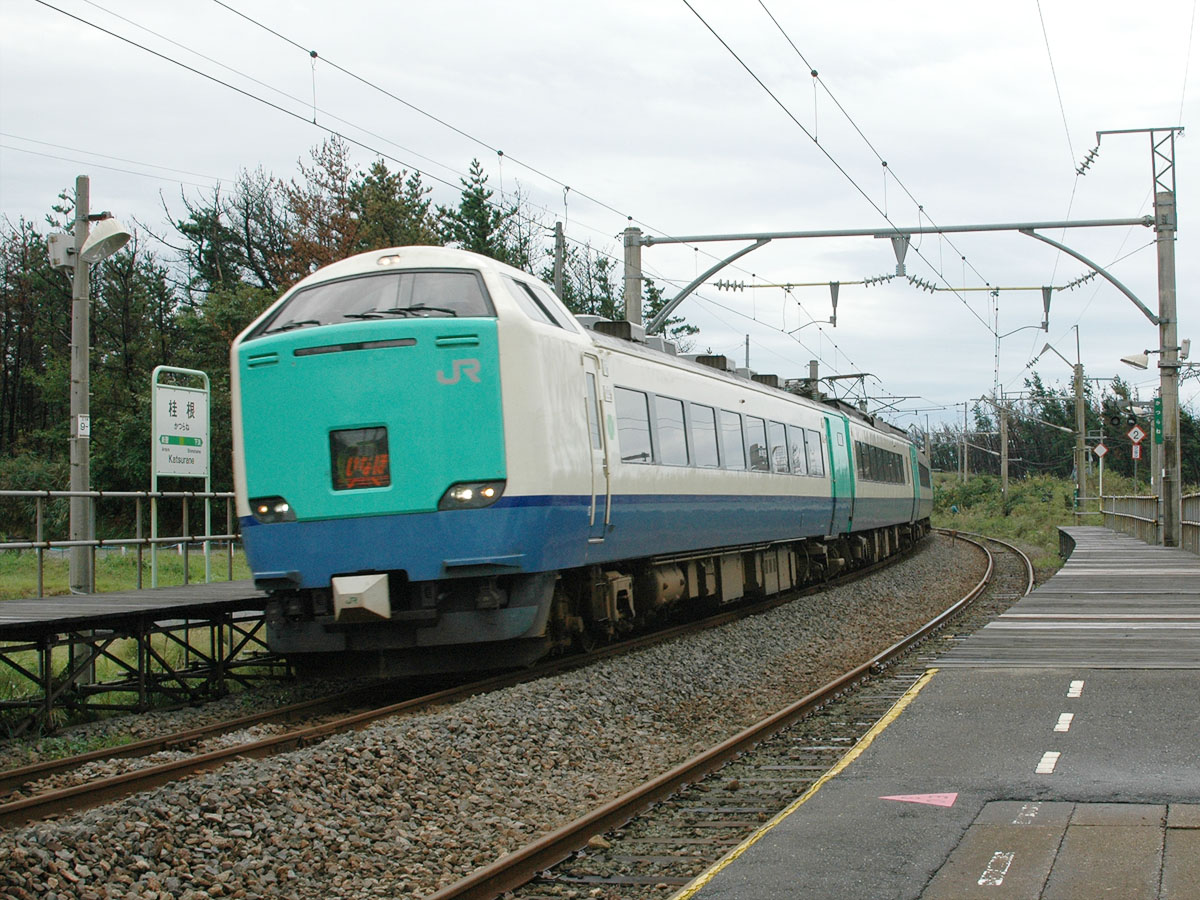
正行驶于稻穗号班次的485系3000番台电力动车组，摄于2005年9月

## 历史
稻穗号最初于1969年10月1日推出，是一项特急列车服务，往返于上野和秋田，途经新潟。当时列车由7节编组的KiHa 80系内燃动车组担任，每天在各个方向提供一个班次的服务。
原时刻表如下：
- 下行：上野站（1350发车）→酒田站（2028抵达）→秋田站（2200抵达）
- 上行：秋田站（0925发车）→酒田站（1056抵达）→上野站（1740抵达）

从1972年3月起，列车编组被扩展到9节车厢以应付客流。从同年10月开始，全线电气化后，原来的内燃动车组被485系电力动车组所取代。 同时，服务频率增至每日两班，其中一班延长至青森。电气化使上野和秋田之间的旅行时间减少到大约7小时30分钟，列车服务日益受欢迎导致编组增加到12辆。从1978年10月开始，增加非预定座位的自由席车厢；从1979年7月开始增加第三对每日往返班次服务。
典型的12辆编组如下，1号车为上野端。
| 车厢 | 1      | 2    | 3      | 4      | 5      | 6      | 7    | 8      | 9      | 10     | 11     | 12     |
| ---- | ------ | ---- | ------ | ------ | ------ | ------ | ---- | ------ | ------ | ------ | ------ | ------ |
| 席别 | 指定席 | 绿色 | 指定席 | 指定席 | 指定席 | 指定席 | 餐车 | 指定席 | 指定席 | 指定席 | 指定席 | 指定席 |

1982年11月15日，于上越新干线开幕后，稻穗号的两对服务班次被削减，上野与秋田之间经新津站仅存的一对班次更名为“鸟海”号（日语：鳥海）。即日起，稻穗号的列车服务进行了重组，每天在新潟和秋田之间运行5个往返班次（其中一对班次延伸至青森），使用没有餐车设施的9节485系电力动车组。
从1985年3月开始，列车编组减少到6节车厢的单一席位编组，但从1986年11月开始，服务频率从每天往返5对增加到7对。
日本国有铁道私有化之后，取而代之的东日本旅客铁道（JR东日本）在其中半节车厢上增加了绿色（头等）席位。
从2010年12月4日的时间表修订开始，稻穗号服务进一步缩短至新潟至秋田之间，部分列车以酒田站为终点站。 以前秋田和青森之间的服务是由延长的“津轻”号（日语：つがる）提供的。
截至2012年，由6节编组485系运行的列车形式如下，1号车在酒田端，6号车在新潟一端。所有车厢禁止吸烟。
| 车厢 | 1          | 1          | 2        | 3        | 4        | 5        | 6        |
| ---- | ---------- | ---------- | -------- | -------- | -------- | -------- | -------- |
| 编号 | KuRoHa 481 | KuRoHa 481 | Moha 484 | Moha 485 | Moha 484 | Moha 485 | KuHa 481 |
| 席别 | 绿色       | 指定席     | 指定席   | 指定席   | 自由席   | 自由席   | 自由席   |
| 设施 |            | 厕所       | 厕所     | 厕所     | 厕所     | 电话     | 厕所     |

自2013年9月28日起，原运用于“Fresh常陆”列车服务的7辆编组E653系1000番台，翻新后已分阶段用于稻穗号 服务，最初每天只有一次往返。
自2014年3月15日修订后时间表实施开始，每日另有四对往返服务透过翻新的E653系1000番台列车运作，485系则往返新潟于酒田之间。由2014年7月12日起，所有常规稻穗号服务均由E653系1000番台电力动车组运营。

## 意外
2005年12月25日，正从秋田开往新潟的稻穗14号列车在北余目站和砂越站之间的第二最上川桥梁附近以每小时约100公里的速度行驶时，运行该班次的485系3000番台因强风而出轨并倾覆。前面的3节车厢翻倒，滚下堤坝，撞上了下面的一个混凝土结构（小屋）。 之后2节车厢（3号车及2号车）亦出轨但仍然保持直立状态，最后1节车厢则仍在轨道上。列车上包括3名工作人员在内共有46人。5人在事故中丧生（均为先头1号车自由席乘客），33人受伤（包括2名工作人员）。大雪和强风阻碍了线路恢复工作，列车直到2006年1月1日才从事故现场移除。铁路线已于2006年1月19日重新开放通车。
這次事故是繼福知山線出軌事故後，日本當年第二宗重大鐵路事故。之後JR東日本在事故發生地附近興建紀念碑。